# Kvarntjärnarna (Björna socken, Ångermanland)
Kvarntjärnarna är en sjö i Örnsköldsviks kommun i Ångermanland och ingår i Gideälvens huvudavrinningsområde.
Tjärnen ligger 250 m ö.h. och genomflyts av Lägstaån. 
Namnet antyder att det skulle vara flera tjärnar, men det är en tjärn med tre bredare partier som möjligen kan upplevas som tre tjärnar med lite fantasi.
Namnet antyder även att här skulle ha funnits en kvarn, men några uppgifter om det har inte gått att hitta. Däremot ligger resterna av en damm 250 meter uppströms - Långsjödammet - som förmodligen användes vid timmerflottningen. Lägstaån blev rensad för att underlätta timmerflottning under senare halvan av 1800-talet och början av 1900-talet.